# Laodocus
Laodocus (Oudgrieks: Λαοδοκος, Laodokos) is in de Griekse mythologie de naam van verschillende helden. De naam zelf bestaat uit twee delen en is etymologisch uit het Oudgrieks afkomstig, van λαος ('laos', volk) en δοκεἷν ('dokein', passen, schijnen)

## In deTrojaanse Oorlog
- Een vriend en wagenmenner van Antilochus die meevocht aan Griekse kant (zie Ilias boek ρ)

- Een zoon van Antenor en Theano die meevocht aan de zijde van de Trojanen tijdens de Trojaanse Oorlog (zie Ilias boek δ)

Volgens Homeros was deze Laodocus even beroemd in het gevecht als zijn vader in de rede. Athena nam tijdens de tweekamp tussen Menelaüs en Paris zijn gedaante aan om Pandarus (de beroemde kundige boogschutter van de Trojanen) ertoe aan te zetten een pijl op Menelaüs af te schieten en zodoende de wapenstilstand te verbreken. Dit is paradoxaal tegen het feit dat Athena aan de kant van de Grieken stond in de Trojaanse oorlog. Dit is echter te verklaren in het feit dat Menelaüs aan de winnende hand was en dat een overwinning van Menelaüs (waarbij hij Helena en de door Paris meegeroofde schatten terug zou krijgen) relatief gezien minder voordelig was dan als de Grieken uit woede om het verbreken van de wapenstilstand de Trojanen zouden verpletteren en de heilige stad Troje zouden innemen.

## Buiten de Trojaanse oorlog
- Een zoon van Bias en Pero, die zowel deelnam aan de tocht van de Argonauten als aan de Zeven tegen Thebe.

Bij de Lijkspelen ter ere van Archemoros behaalde deze Laodocus een prijs in het speerwerpen. Lijkspelen waren een typische Griekse traditie.
- Een zoon van Apollo en Phthia, de broer van Dorus en Polypoëtes, gedood door Aetolus
- Een zoon van Priamus en Hecabe, zij het niet vermeld door Homeros in de Ilias, maar wel door Apollodorus van Athene